# Митьки
Митьки́ — советская и российская группа художников из Санкт-Петербурга, объединяющая около двух десятков человек и названная по имени одного из них, Дмитрия Шагина, а также субкультура, сформировавшаяся на основе их мировоззренческих принципов, описанных в одноимённой книге Владимира Шинкарёва (1984).

## История
Группа «Митьки» сложилась в 1980-е годы и быстро переросла в массовое движение, объединив художников, музыкантов, поэтов, писателей и многочисленных «сочувствующих». «Митьки» стали одной из главных составляющих ленинградского неофициального искусства второй половины XX века.
Живопись «Митьков» 1980-х — «городской фольклор», с открытым и несколько простодушным взглядом на жизнь, в котором раскрывается поэтичность и красота повседневности. Игровой, литературный характер митьковского движения успешно сочетается с сохранением высоких живописных традиций, усвоенных ими у художников «Арефьевского круга» (Александр Арефьев, Рихард Васми, Шолом Шварц, Владимир Шагин, Борис Смелов), которых «Митьки» всегда признавали своими учителями.
С 1990-х группа получает признание, работы «Митьков» экспонируются на многочисленных выставках, попадают в музейные собрания. О «Митьках» пишут статьи, искусствоведческие эссе и даже диссертации. Группа становится своеобразной «визитной карточкой» Петербурга.
Вокруг «Митьков» сформировалось своеобразное общественно-эстетическое движение, участники которого проявляют себя в изобразительном искусстве, прозе, поэзии и стиле жизни. Главные принципы этого стиля — доброта, несколько слезливая любовь к ближнему, жалостливость, предельная простота в речи и манере одеваться, любовь к употреблению алкоголя. Лексико-грамматические особенности речи митьков — частое употребление слов «братушка» («братишка» и т. п.) и «сестрёнка», а также любовь к уменьшительно-ласкательным суффиксам.
В 1992—1993 гг. периодически выходила «Митьки-Газета».
Переход арт-проекта, представлявшего собой скорее пародию на некую субкультуру и на личность Дмитрия Шагина, проявился в выходе образа митька из-под контроля первоначальной группы художников-питерцев. Это прежде всего московские митьки (выражение, первоначально являвшееся оксюмороном), культовую литературу которых создали Асс и Бегемотов, и новые митьки. Каждое из новых «поколений» расширяло словарь митьков и представление о них.
В 2013 году ассоциация Митьков была исключена из ЕГРЮЛа. После регистрации нового юридического лица администрацией Санкт-Петербурга в начале 2020 года в безвозмездное пользование ассоциации «Творческое объединение „Митьки“» было передано помещение площадью 233 кв. м по адресу ул. Марата, д. 36—38, которое до этого в течение нескольких лет арендовалось Митьками.

## Участники группы «Митьки» (1986 г.)
- Голубев, Василий Андреевич
- Горяев, Александр Николаевич
- Кузнецов, Андрей Алексеевич
- Семичов, Алексей Сергеевич
- Тихомиров, Виктор Иванович
- Тихомиров, Владимир Иванович
- Филиппов, Андрей Апресович
- Флоренский, Александр Олегович
- Флоренская, Ольга Андреевна
- Шагин, Дмитрий Владимирович
- Шинкарёв, Владимир Николаевич
- Яшке, Владимир Евгеньевич

Художники, вошедшие в состав группы после 1986 года:
- Алексей Митин
- Андрей Кузьмин
- Роман Муравьев
- Дмитрий (Митрич) Дроздецкий
- Ирина Васильева
- Константин Батынков
- Николай Полисский
- Татьяна Шагина
- Игорь Чурилов
- Василий Флоренский
- Александр Бушуев
- Светлана Баделина

Художники, входившие в состав группы в разное время
- Сотников Иван
- Михаил Сапего
- Владимир Соловьёв

Художники, принимавшие участие в совместных выставках Митьков в разное время:
- Тимур Новиков
- Геннадий Устюгов
- Владимир Шагин
- Наталья Жилина
- Олег Котельников
- Николай Копейкин
- Лариса Голубева
- Ия Кирилова
- Борис Козлов
- Олег Фронтинский
- Борис Гребенщиков
- Юрий Шевчук
- Константин Звездочетов
- Борис Смелов
- Кирилл Миллер
- Вячеслав Бутусов
- Дмитрий Горячев
- Алексей Хвостенко (Хвост)
- Г. А. В. Траугот
- Сергей «Чиж» Чиграков
- Андрей Белле
- Олег Григорьев
- Андрей Макаревич
- Юлия Горская
- Андрей (Дюша) Романов
- Владимир Котляров (Толстый)
- Илья Шевеленко
- Владимир Александрович Джанибеков
- Таисия Швецова
- Василий Щетинин
- Виктор «Пузо» Буравкин
- и другие

## Музыка
Митьками во главе с Дмитрием Шагиным было записано несколько музыкальных альбомов, в которых содержались как собственные произведения митьков, так и старые советские песни. Исполнителями песен на альбомах выступали сами митьки, а также их друзья, в том числе известные рок-музыканты (например, Борис Гребенщиков, Дюша Романов, Вячеслав Бутусов, Юрий Шевчук, Умка, Чиж). С середины 90-х и по сей день активную работу в группе Митьки ведет классик ленинградско-петербургского рока Владимир Рекшан и некоторые музыканты его группы «Санкт-Петербург». Рекшан и Шагин побывали с концертами во многих городах — от Владивостока до Николаева. Рекшан и Шагин во второй половине нулевых выпустили серию альбомов «Митьковская Олимпиада».
Дискография
- 1995 — Митьковская тишина.
- 1996 — Митьковские песни.
- 1997 — Митьковские песни. На море танки грохотали.
- 1997 — Митьковские танцы.
- 1999 — Митьковская бескозырка.
- 2001 — Митьки в Париже у Хвоста[3].
- 2001 — Праздник русской авиации.
- 2002 — Москва Митьковская.
- 2003 — Митьки Революшен. (компакт кассета ЦМС МС 08/03)
- 2003 — Митьки Зе бест.
- 2003 — Романтики. Посвящение восьмидесятым.
- 2004 — Митьковский Питер.

## Кино
- х/ф «Город» (1990, Ленфильм, реж. Александр Бурцев, сценарий В.Шинкарев, В.Тихомиров)
- «Митьки в Париже» (1989)
- д/ф «Обводный канал» (1990), реж. Алексей Учитель, и д/ф «Ёлы-палы, или Митьки в Европе» (1990), реж. Алексей Учитель, Ян Хинтьенс.
- «Митьки никого не хотят победить, или Митькимайер» (1992, реж. А. Л. Васильев)
- т/с «Агент национальной безопасности», серия «Страсти по Филонову» (1999 г.) (реж. Виталий Аксёнов)
- х/ф «Митьковская встреча эры милосердия» (2020)

## Подражатели (Евангелие от Митьков)
«Евангелие от митьков» (полное название «Житие великого митька Иисуса по кликухе Христос и о том, как он тащился, и как его замочили враги») было написано в 1990 году в Харькове Михаилом Шильманом и распространено было в узком кругу до 1993 года, когда оно попало в Фидонет и получило популярность.
Хотя «Евангелие от митьков» наследовало у митьков довольно многое: лексикон, расслабленность как добродетель — но у него были и большие противоречия с эстетикой традиционных митьков (на уровне лексикона это выражения «крутой чувак», «сынки», увлечение персонажей наркотиками, а не алкоголем), и в целом оно описывало, скорее, эстетику другой субкультуры — растаманов (см. Растаманские сказки Дмитрия Гайдука).

## Периодические издания
В 1992—1993 годах в Санкт-Петербурге издавалась «Митьки-Газета» — периодическое издание митьков. Идея проекта принадлежала Юрию Молодковцу при поддержке Игоря Кураса. В проекте активно участвовали Владимир Шинкарёв, Дмитрий Шагин, Александр и Ольга Флоренские, Василий Голубев, Андрей Филиппов,Михаил Сапего и другие. Газета выходила нерегулярно, есть сведения о номерах за 1992, 1993 и 1998 гг.
Были опубликованы произведения Олега Григорьева (включая одну из немногих прижизненных публикаций поэта в первом номере Митьки-Газеты), Роальда Мандельштама, Владимира Уфлянда. Также публиковалась «Митьковская Азбука», статьи и графические работы митьков. Газета — яркий образец петербургского художественного андеграунда начала 90-х годов XX века.